# 하야시촌 (도야마현)
하야시촌(林村)은 도야마현 니시토나미군에 있던 촌이다 (후에 히가시토나미군에 편입되었다). 현재의 도나미시 북부에 있는 하야시 지구로, 전역에 산재한 촌이 퍼져 있다. 

## 역사
- 1889년 4월 1일 - 정촌제 시행에 의해 도나미군 하야시촌이 성립하였다.
- 1896년 3월 29일 - 군 개편에 의해 도나미군에서 분립해, 니시토나미군이 성립하여, 니시토나미군에 속하게 되었다.
- 1948년 4월 1일 - 히가시토나미군으로 이관되었다.
- 1952년 4월 1일 - 데정, 아부라덴촌, 나카노촌, 고카야촌, 쇼게촌과 합병해 도나미정이 성립하였다.

## 참고문헌
- 『市町村名変遷辞典』東京堂出版、1990年。